# Воевода, Борис Иванович
Воевода Борис Иванович (3 апреля 1938, Анапа, Краснодарский край, СССР — 27 января 2008, Донецк) — советский геолог и геофизик, доктор геолого-минералогических наук, профессор кафедры «Полезные ископаемые и экологическая геология» горно-геологического факультета ДонНТУ; теоретик и практик в области петрофизики угленосных месторождений и геоэкологии.

## Биография
Борис Иванович родился в 1938 году в Анапе. После окончания 7 классов школы поступил в Ереванский горно-металлургический техникум. После завершения обучения с 1957 до 1960 годы работал техником-геологом в геологоразведочной партии (город Лутугино, Луганская область), позднее — на шахтах Никанор, Селезневская-Восточная (Луганская область). Параллельно учился на вечернем отделении Коммунарского горно-металлургического института (ныне Донбасский государственный технический университет).
В период 1960—1965 годов учился на дневном отделении Ленинградского горного института (ныне Санкт-Петербургский государственный горный институт). Получил квалификацию горного инженера-геофизика. Продолжил работать инженером-оператором, затем прорабом геофизических работ, старшим геофизиком участке Донецкого управления шахтной геологии.
В 1971 году возглавил Донбасскую опытно-методическую партию в системе Министерство геологии СССР, на основе опыта работы в которой в 1979 году защитил кандидатскую диссертацию, а в 1991 году — докторскую диссертацию на тему «Петрофизические и литологические закономерности преобразования угленосных отложений Донецкого бассейна“».
С 1995 года работал профессором кафедры «Разведка месторождений полезных ископаемых» Донецкого государственного технического университета, читал курсы «Введение в специальность», «Петрофизика» и другие.
Умер 27 января 2008 года в Донецке.

## Научная деятельность
Основные направления научной деятельности:
- угольная петрофизика (закономерности физических свойств угленосных отложений);
- угольная геофизика (новые геолого-геофизические методики изучения угольных месторождений);
- геофизические методы исследования гидрогеоэкологических процессов;
- геодинамические особенности горных массивов и их экологические проявления.

Автор более 100 научных работ, 1 монографии. Руководил аспирантурой, подготовил ряд кандидатов наук.